# 馬圭足球會
馬圭足球會是缅甸一家職業足球會，成立於2009年，目前於緬甸全國足球聯賽中角逐。

## 榮譽
- 昂山將軍盾
  - 冠軍：2016

## 外部連結
- 官方網站
- First Eleven Journal in Burmese